# St. Michael (Fischach)

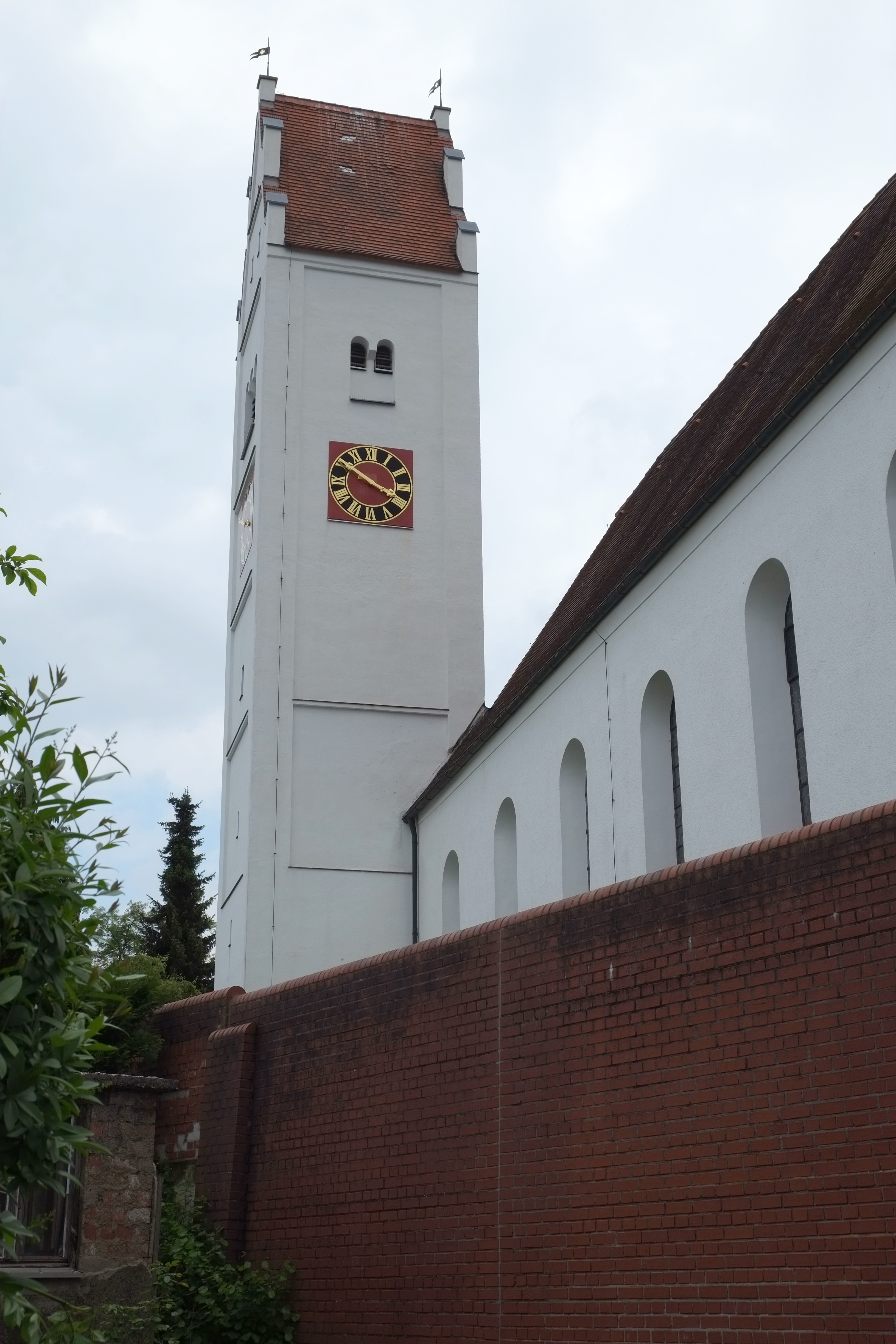
St. Michael in Fischach

Die römisch-katholische Pfarrkirche St. Michael in Fischach, einer Marktgemeinde im schwäbischen Landkreis Augsburg in Bayern, ist ein geschütztes Baudenkmal.

## Geschichte
Im Jahr 1126 wird die Kirche von Fischach erstmals urkundlich erwähnt. Durch eine Schenkung kam die Pfarrei im 12./13. Jahrhundert an das Kloster Ursberg. Die Patronatsrecht besaß seit dem 13. Jahrhundert das Augsburger Domkapitel. 1499 erfolgte die Weihe einer neuen Kirche unter Verwendung ältere Teile. Seit dem 16. Jahrhundert gehörte die Pfarrei zum Dillinger Kollegiatstift. 1668 wurde die Bruderschaft zum allerheiligsten Altarsakrament gegründet. 1705 erhielt die Kirche eine neue hölzerne Kanzel. 1730 wurde von dem Maurermeister und Stuckateur Joseph Meitinger ein neuer Chor gebaut und freskiert. Von 1753 bis 1760 erfolgte unter Meitinger die Umgestaltung des Langhauses im Barockstil. Dabei wurde statt einer Holzdecke eine Stuckdecke eingezogen. 1964/65 begann die Erweiterung des Langhauses. 1990 folgte ein Anbau im hinteren Teil der Kirche. 2016 wurde der Innenraum durch Kirchenmaler Peter Engelhardt aufwendig renoviert.

## Architektur
Das einschiffige Langhaus mit Stichkappentonne ist durch Pilaster gegliedert und schließt mit einem halbrunden Chor mit korbbogiger Decke ab. Der sechsgeschossige Turm besitzt ein Satteldach mit Giebelaufsätzen.

## Ausstattung

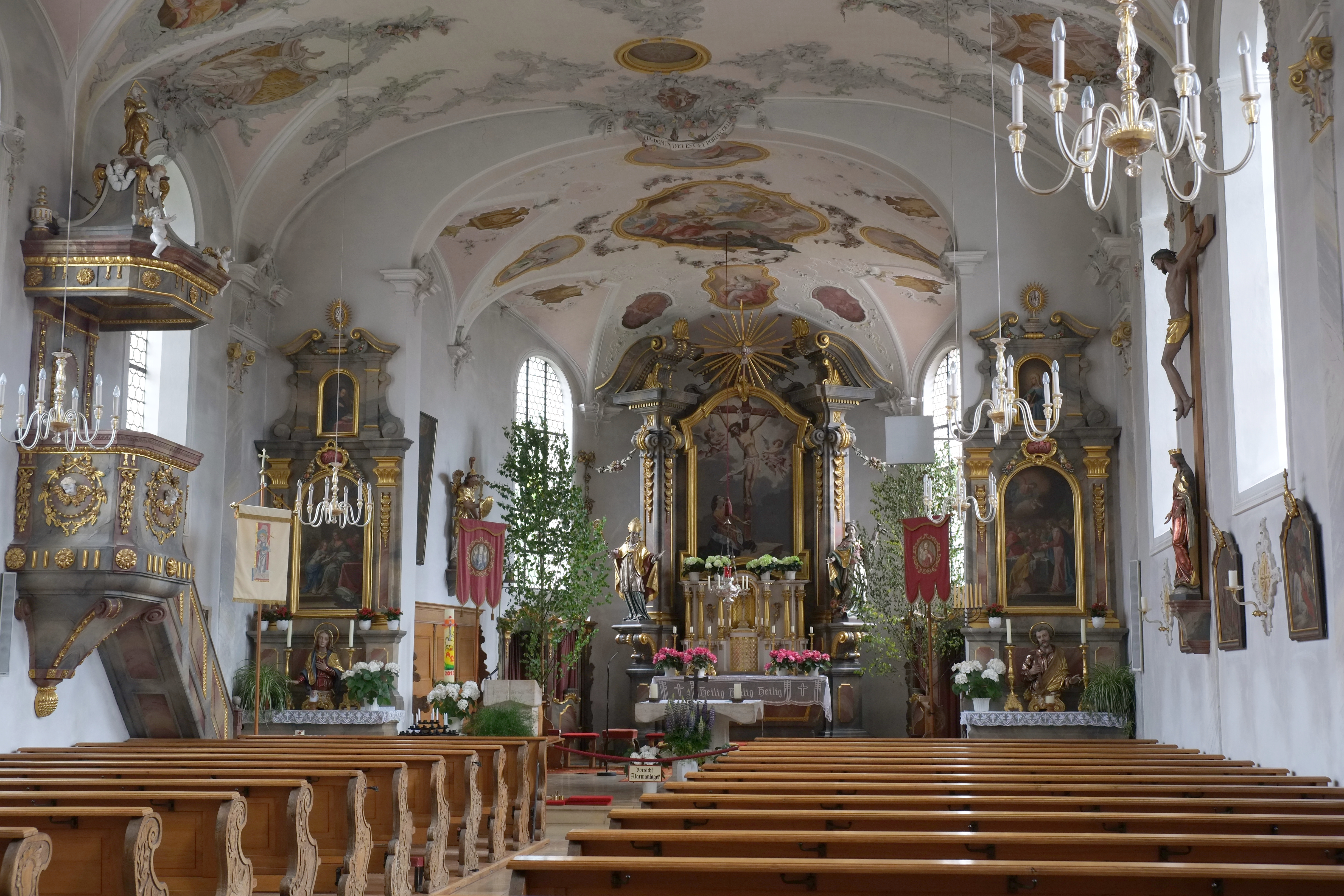
Innenraum

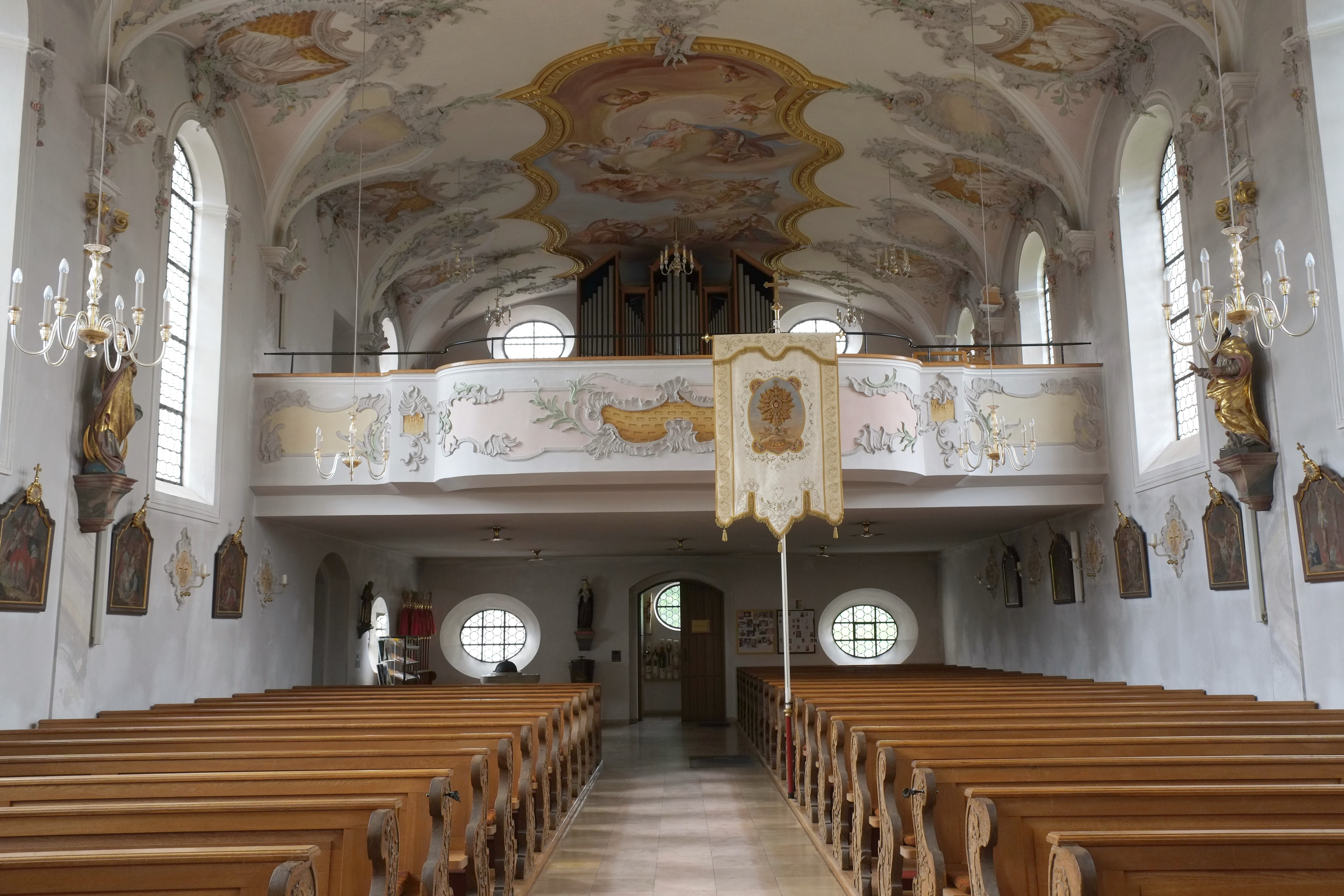
Empore

Die Stuckarbeiten im Chor von 1730 und im Langhaus von 1753 stammen von Joseph Meitinger. Die Deckenfresken schuf 1752 Franz Martin Kuen aus Weißenhorn. Sie zeigen im Chor die Mutter Kirche verehrt von den vier Erdteilen und im Langhaus den Engelssturz. Kuen malte auch die Seitenaltarbilder Anna lehrt Maria das Lesen und Kommunion des hl. Petrus sowie 1755/60 die Kreuzwegstationen. Der Hochaltar und die Seitenaltäre sind neubarock aus der Zeit um 1948. Eine Figur des Erzengels Michael ist um 1650 entstanden. Ein gotisches Sandsteinrelief im Chor zeigt die Kreuzigung.

## Glocken
Bis 1999 besaß St. Michael vier Stahlglocken vom Bochumer Verein aus dem Jahr 1947. Diese wurden 2000 durch vier neue Bronzeglocken von Perner ersetzt:
- 1. Schlagton: dis′
- 2. Schlagton: fis′
- 3. Schlagton: gis′
- 4. Schlagton: h′